# Eucoptocnemis tischendorfi
Eucoptocnemis tischendorfi is een vlinder uit de familie uilen (Noctuidae). De wetenschappelijke naam is voor het eerst geldig gepubliceerd in 1925 door Pungeler.
De soort komt voor in Europa.